# صناعة المراكب العمانية
تاريخ عمان وتطور صناعة المراكب العمانية قبل وصول البرتغاليين اليها

## الخصائص المميزة للمراكب العربية في المحيط الهندي
كانت الخصائص المميزة للمراكب العربية في المحيط الهندي ثلاثا هي:
1. استخدام الألياف بدل المسامير في ربط أجزاء المركب بعضها إلى بعض.
2. الشراع الممتد من المقدمة إلى المؤخرة بدل الشراع العريض المربع.
3. تشابه شكل طرفي المركب.

والخصائص الثلاث لا تزال موجودة حتى اليوم في عمان وإن كانت لا تجتمع كلها في طراز معين من المراكب الا في السنبوق.
وقد دفع مجئ البرتغاليين بناة المراكب العرب إلى إدخال تجديدات كثيرة عليها. وقد أدى التأثير الأوروبي على مدى القرون إلى ظهور أصناف جديدة تماما من المراكب ذات المؤخرة المربعة أو العريضة مثل البغلة والقنجة والسنبوق والجالبوت. اما النوع المزدوج الطرفين أو ذو الطرفين المتشابهين فلا يزال موجودا ويتمثل في البوم والبدن وغيرهما. ورغم أن الشراع المثلث بقي دون تعديل إلا أن طريقة تثبيت الألواح إلى بعضها البعض بالمسامير بدأت تحل محل طريقة الصناعات القديمة.

## أجسام المركب
كانت المراكب في عمان تصنع من خشب الساج أو جذوع جوز الهند وكان هذا الخشب يستورد من الهند وقد ذكر ((كناش البحر الارتيرى)) في كتابه الذي ألفه قبل الإسلام ب 400 سنة بأن موانئ عمان كانت تستورد أخشابا وجذوعا من باريجازا، وقد عرف ما لتلك الأخشاب من فوائد في الخليج منذ أول رحلة قاموا بها إلى الهند في الألف الثالث قبل الميلاد. ويضيف المؤلف اليوناني ثيوقراطيس الذي عاش في القرن الرابع قبل الميلاد نوعا من الخشب كان يستعمل في البحرين لبناء تطابق أوصافه خشب الساج مطابقة تامة.

## خشب النارجيل
كان خشب النارجيل يستورد بصورة رئيسية من جزر المالديف والكالديف وهما المناطق التي يحتمل أن انتقلت منها زراعة النارجيل إلى ظفار خلال العصور الوسطى. وقد شهدت هذه الجزر نشاطا ملحوظا في بناء السفن ويقول أبو زيد الحسن السيرافي الذي عاش في القرن الرابع الهجري/ العاشر الميلادي بأن جماعات من عمان كانوا يفدون إلى تلك الجزر التي تزرع جوز الهند ومعهم أدواتهم وعدتهم ويقوموا بقطع ما يشاءون من تلك الأشجار ثم يتركونه ليجف، وينزعون عنه الأوراق ويفتلون من لحاء أشجاره حبالا يصنعون منها المراكب. وكان شجر جوز الهند متعدد الفوائد بالنسبة لأهل عمان فمنه أيضا يصنعون أشرعة السفن.

## القرن السادس الهجري/الثاني عشر الميلادي
ومن النصف الأخير للقرن السادس هـ/الثاني عشر م وصلت بعض المعلومات التي تتحدث عن شكل نوع من المراكب كانت مستعملة في عمان وذلك مما ذكره الإدريسي عن أسطول قيس كان مرهوب الجانب وكان أهل الهند يخشونه ولا يستطيعون مقاومته إلا بنوع من المراكب تسمى ((المشيات))، تستطيع رغم أنها من قطعة واحدة أن تحمل مائتي رجل، كما يقول أن أحد الرحالة المعاصرين قد ذكر أن لملك قيس خمسين من هذه المراكب، وهي مصنوعة من كتلة خشبية واحدة وتبدو وكأنها قارب ضخم جدا من قوارب ((الهورى)) الذي ما يزال يستخدم في عمان حتى اليوم.

## القرن السابع الهجري/ الثالث عشر الميلادي
وحين زار ماركو بولو هرمز القديمة أثناء القرن السابع الهجري/الثالث عشر الميلادي كتب يقول:
((...(والمراكب) ليس فيها مسامير حديدية وانما تربط ألواحها بحبال من من لحاء جوز الهند (النارجيل) فكانوا يدقون هذا اللحاء حتى يصبح رفيعا مثل شعرة الخيل ثم يفتلون منه الحبال التي يربطون بها ألواح المراكب وهي مراكب قوية لا يفسدها ماء البحر ولكنها لا تصمد أمام العواصف كثيرا، ولا تطلى هذه المراكب بالقار وانما تدهن بزيت السمك ولها صار واحد، وشراع واحد ودفة واحدة وليس فيها سطوح وانما غطاء يمدونه فوق السفينة ولم يكن لديهم حديد لصنع المسامير ولهذا كانوا يستعملون مساند خشبية في بناء سفنهم)).

## صناعة السفن
كانت صناعة هياكل السفن تتم بطريقة بسيطة جدا بحيث توضع قاعدة المركب أولا على الأرض ثم تثبت فيها ألواح أفقية تشد إلى كلا الجانبين وإلى بعضها البعض بدرزات من الليف، ومن الواضح أن هذه الطريقة في ربط الألواح بعضها ببعض قد انتقلت إلى عمان من منطقة غرب المحيط الهندي يؤيد هذه الفكرة الألواح المنحوتة في الهند والتي يعود تاريخها إلى القرن الثاني قبل الميلاد، ويذكر ((كناش البحر الارتيرى)) أن من بين صادرات عمانا (أي عمان) مراكب صغيرة قد تم ربط ألواحها بالحبال، كما يشير المؤرخ البيزنطى بروكوبيوس إلى انتشار هذه الطريقة في القرن السادس للميلاد حيث يقول:
((وجميع المراكب التي في الهند وعلى هذا البحر (أي البحر العربي بين جزيرة العرب والهند وجنوبي البحر الأحمر) مشدودة بنوع من الحبال، وانه لمن الواضح أن هذه الطريقة كانت الطريقة المفضلة لبناء المراكب مما يؤكد أن الطريقة اليونانية الرومانية في بناء المراكب قد فشلت في في هذه البحار خلال فترة ما قبل الإسلام والسبب بسيط جدا فالتكاليف والجهد اللذين تتطلبهما الطريقة اليونانية الرومانية (استخدام المسامير الحديدية) جعلت العمانيين يفضلون طريقة الحبال المصنوعة من الألياف التي كانت مواردها متوفرة وتكاليفها أقل وطريقتها سهلة، وقد كانت صناعة الحديد في إيران والهند خلال العهود اليونانية الرومانية متقدمة مثل اليونان أو لعلها تتفوق عليها،

## الصواري والأشرعة
في العهد الإسلامي الأول كانت الصواري، وقصبات الأشرعة شأنها شأن هياكل المراكب تصنع من خشب جوز الهند أو الساج، ورغم أنه لم يرد ذكر صريح يشير إلى أن السفينة كانت تزود بأكثر من صار واحد الا أنه من الممكن الإستدلال بعبارات وردت تشير إلى الصاري الكبير أن السفن كانت تزود بصاريين كما هو الحال في الأنواع الحديثة اليوم، وكانت الصواري ولا تزال مرتفعة بالنسبة للمركب، وقد يبلغ ارتفاعها تسعين قدما أو أكثر، وكانت الأشرعة تنسج إما من سعف النخيل أو سعف النارجيل أو من القطن وفي القرن الثالث عشر الهجري/التاسع عشر الميلادي كان في صحار ومجيس على ساحل الباطنة زراعة مزدهرة وربما كانت في عمان قبل البرتغاليين صناعة لنسج القماش الذي تصنع منه الأشرعة، وإلا فإن الأقمشة كانت تستورد من الهند، وكان المركب يحمل شراعين، شراع لليل والأحوال الجوية السيئة، وآخر للنهار والأحوال الجوية الملائمة ولم يكن بالإمكان ثني الأشرعة أو تقليل مساحتها.

## الشراع المثلث
والشراع المثلث الذي يتم تثبيته في المقدمة والمؤخرة هو النوع المستعمل الآن، بل ومنذ العصور الإسلامية الأولى ولا يعرف من أين جآء هذا النوع، ففي منطقة البحر المتوسط كان استعمال الشراع المربع ذي الحبال المربعة يكاد يكون عاما، وفي القرن السابع للميلاد كانت السفن الهندية ماتزال تستخدم الشراع المربع أيضا، ولعل أهل جزيرة العرب قد طوروا الشراع المثلث إلى الشراع المربع غير أن المراكب ذات الشراع المثلث أسهل توجيها لأنها تمكن السفن من السير حتى في الأحوال الجوية المعاكسة، وعندما طور أهل جزيرة العرب الشراع المثلث فإنهم لم يوفقوا تماما، لأن أشرعتهم ما تزال منحنية في الجزء الأمامي ونسبة امتدادها إلى الخلف تساوي 6:1 في الشراع الرئيسي كذلك فإن الاحتفاظ بهذه الإنحنآءة يسمح بمط الشراع أكثر مما يسمح به الشراع المثلث، وخلال العهود الإسلامية الأولى أي قبل القرن الثالث الهجري/التاسع الميلادي تمكن البيزنطيون من تطويره إلى الشراع المثلث، وانتشرت هذه الفكرة من البيزنطيين إلى سائر أوروبا حيث تطورت إلى الأنواع المختلفة من الأشرعة المركبة في المؤخرة.